# Leše (Prevalje)
Leše (in tedesco Liescha) è un paese della Slovenia, frazione del comune di Prevalje.
La località, che si trova a 531,9 metri s.l.m., a 2,8 kilometri a sud del capoluogo comunale e a 12,5 kilometri stradali dal confine austriaco, è situata su delle colline che sovrastano la sponda destra torrente Meža, nella Carinzia slovena (Koroška) ed è costituita anche dagli agglomerati di Hermanko, Ladrat, Kresnik, Motnik, Papež, Podlesnik, Pop, Prapar, Pristav, Rožanc, Staneče e Temelj.
Durante il periodo asburgico fu comune autonomo che comprendeva anche parte dell'insediamento (naselje) di Kot pri Prevaljah dell'attuale comune di Prevalje.
Nella parte nord-occidentale dell'insediamento sorgono due chiesette una dedicata a Sant'Anna (Sv. Ana), l'altra a San Volfango (Sv. Volbenk).
Nel settembre 2010, nelle vicinanze della chiesetta di Sant'Anna, è stata annunciata l'individuazione da parte dei tecnici della Direzione di Polizia di Slovenj Gradec di una fossa comune contenente 700 cadaveri sia di nazionalità slovena sia di nazionalità austriaca che furono fatte inginocchiare (così sono stati ritrovati) e poi fucilate dalle truppe jugo-comuniste di Tito nel maggio 1945.

## Alture principali
Volinjek, 886 m; Riflov vrh, 726 m

## Corsi d'acqua
Leški graben